# Изгутты Айтыков
Изгутты́ Айты́ков (каз. Ізғұтты Айтықов, до 1992 г. — Скалистое) — село в Уланском районе Восточно-Казахстанской области Казахстана. Названо в честь Героя Советского Союза Изгутты Айтыкова. Входит в состав Таргынского сельского округа. Код КАТО — 636273500.

## Население
В 1999 году население аула составляло 678 человек (339 мужчин и 339 женщин). По данным переписи 2009 года, в ауле проживало 689 человек (345 мужчин и 344 женщины).